# البتراء العربية

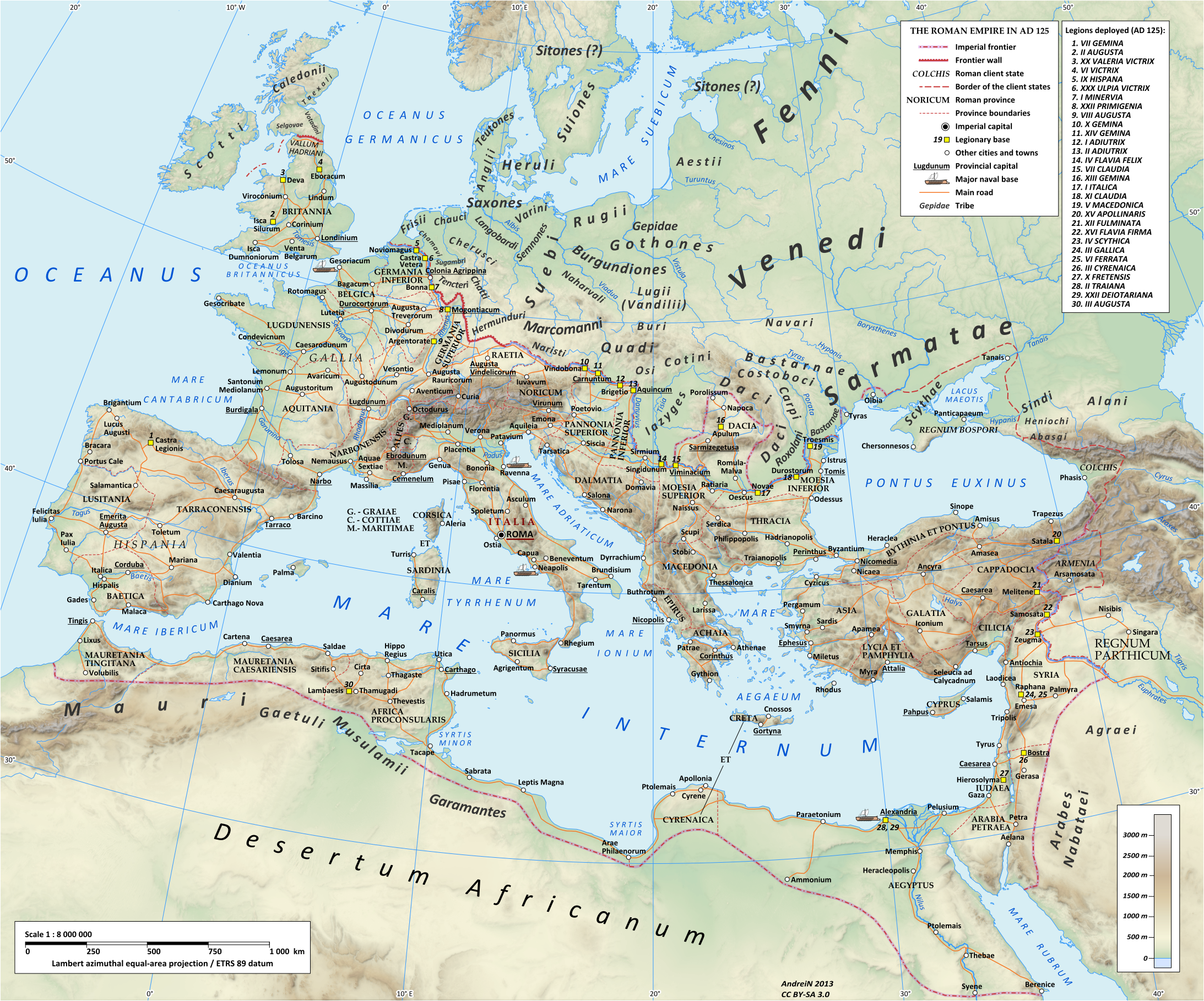
الخريطة الجغرافية للدولة الرومانية في عهد هادريان 125 م.

البتراء العربية أو المقاطعة العربية (باللاتينية: Arabia Petraea) هي إحدى مقاطعات الإمبراطورية الرومانية التي تم تأسيسها في القرن الثاني للميلاد، بعد حصار الرومان لدولة الأنباط في بلاد الشام، واحتلال وضم مدينة البتراء، لتصبح المركز الإداري لهذه المقاطعة. كانت هذه المقاطعة محاطة بمقاطعة سوريا من الشمال، ومقاطعة مصر من الغرب، وباقي الصحراء العربية من الشرق والجنوب، كما ظهرت المقاطعة اليهودية إلى الغرب لسنوات قليلة قبل إلحاقها بمقاطعة سوريا في عام 135 م.

## تاريخ
كانت البتراء تشكل أهمية كبيرة للرومان نتيجة لوقوعها على طرق التجارة الدولية وتحكمها بمرور القوافل عبر طريق الملوك. قام الجنرال الروماني بومباي بغزو المملكة النبطية في حوالي عام 60 قبل الميلاد، وقام بمحاصرتها، إلا أنه سمح بقدر من الحكم الذاتي فيها بعد ذلك. وفي عام 106 م، مد الإمبراطور الروماني تراجان السيطرة الرومانية لتشمل كل نباطيا. وأصبحت البتراء مركزا للمقاطعة العربية. أضيف للمدينة العديد من المسارح وأروقة الطرق الكلاسيكية ذات الطابع الروماني. كما تأثر الرومان بهندسة العمارة النبطية، حيث شيد للحاكم الروماني في البتراء سكتوس فلورنتيوس سنة 127 م، تابوت ذو طابع نبطي. بعد تحول الإمبراطورية الرومانية إلى الديانة المسيحية، حظيت البتراء بمطرانية، وتحولت بعض أبنيتها إلى كنائس. ويبدو أن المسيحية قد دخلت البتراء ومختلف المنطق النبطية قبل وخلال الفترة المبكرة من العصر البيزنطي، رغم انتشار الوثنية جنباً إلى جنب معها، حيث كانت الكنائس والمعابد الوثنية موجودة حتى القرن الخامس.
قام البيزنطيون بعد سيطرتهم على الشرق، باستبدال اسم المقاطعة وتحويله إلى فلسطين الثالثة (باللاتينية: Palaestina Salutaris III) في عام 390 م. استمر هذا التقسيم الإداري حتى الفتح الإسلامي لبلاد الشام في حوالي 630 م، حيث تم تقسميها إلى جند الأردن وجند فلسطين.

## المدن الرئيسية
كانت معظم مدن المقاطعة العربية ذات كثافة سكانية منخفضة. ويمكن ملاحظة منطقة تركزها في شمال الأردن حاليا، وعلى طول نهر الأردن. لقد كانت آيلة (العقبة) الميناء الرئيسي الوحيد لهذه المقاطعة. توجد عدة إحتمالات حول اختيار الرومان مركز هذه المقاطعة، فمنها مايشير إلى اختيار البتراء نفسها كعاصمة، ومنها مايشر إلى اختيار بصرى بالقرب من الحدود السورية الأردنية حاليا. وقد كانت البتراء مركزا لأحد الفيالق الرومانية، وهو "Legio III Cyrenaica".

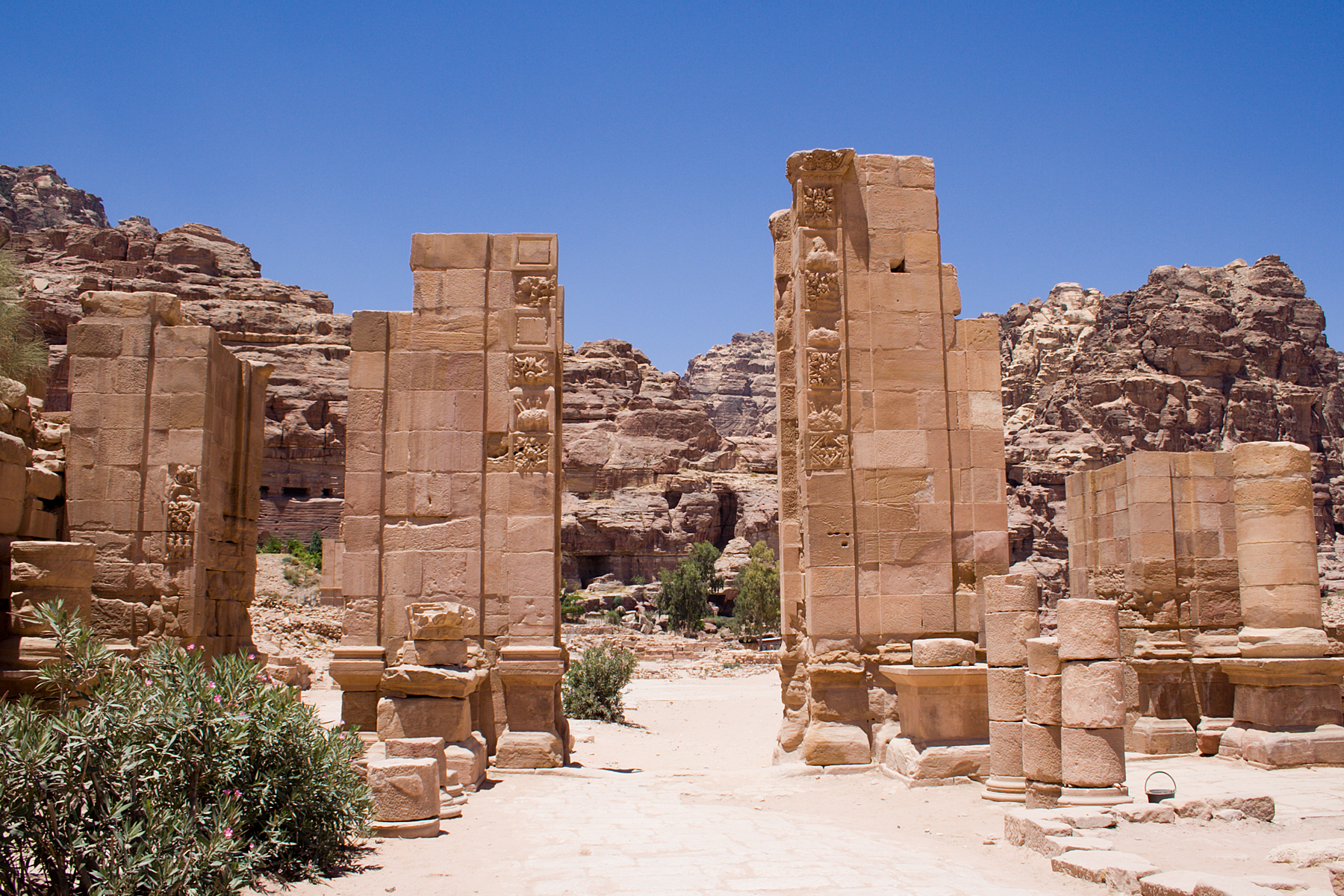
مدينة البتراء، الأردن
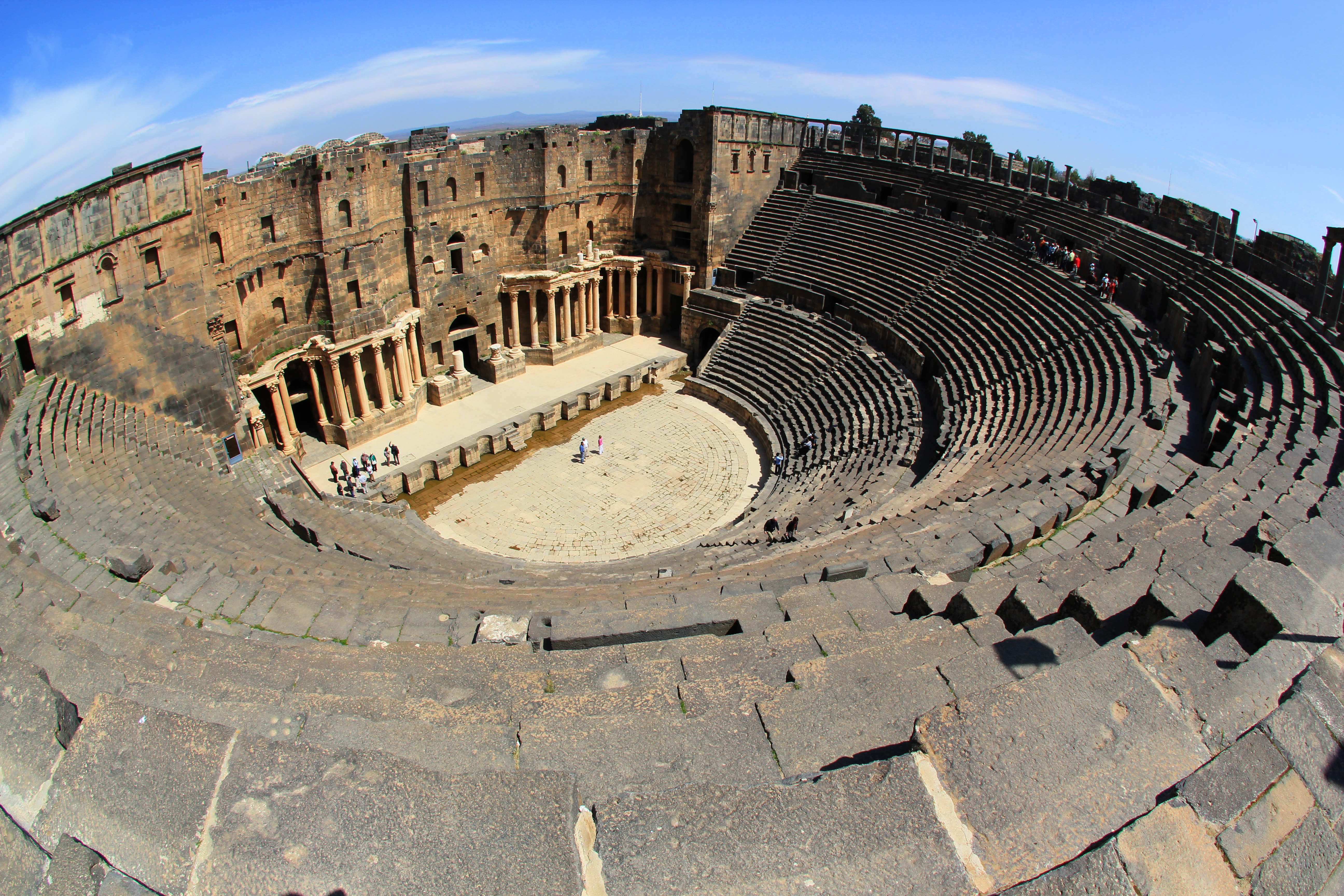
مدينة بصرى، سوريا
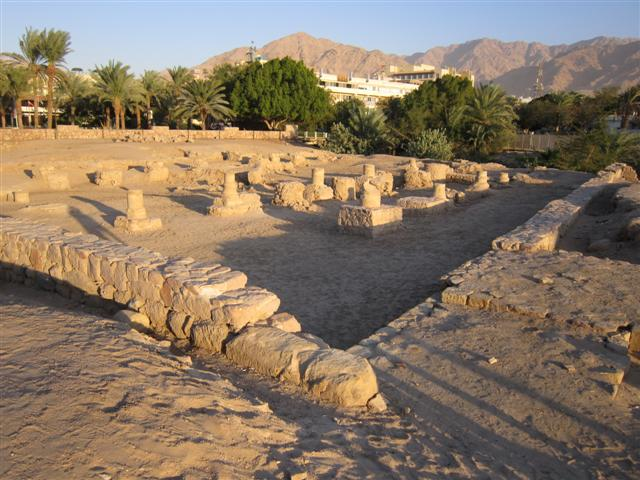
آطلال آيلة في العقبة، الأردن
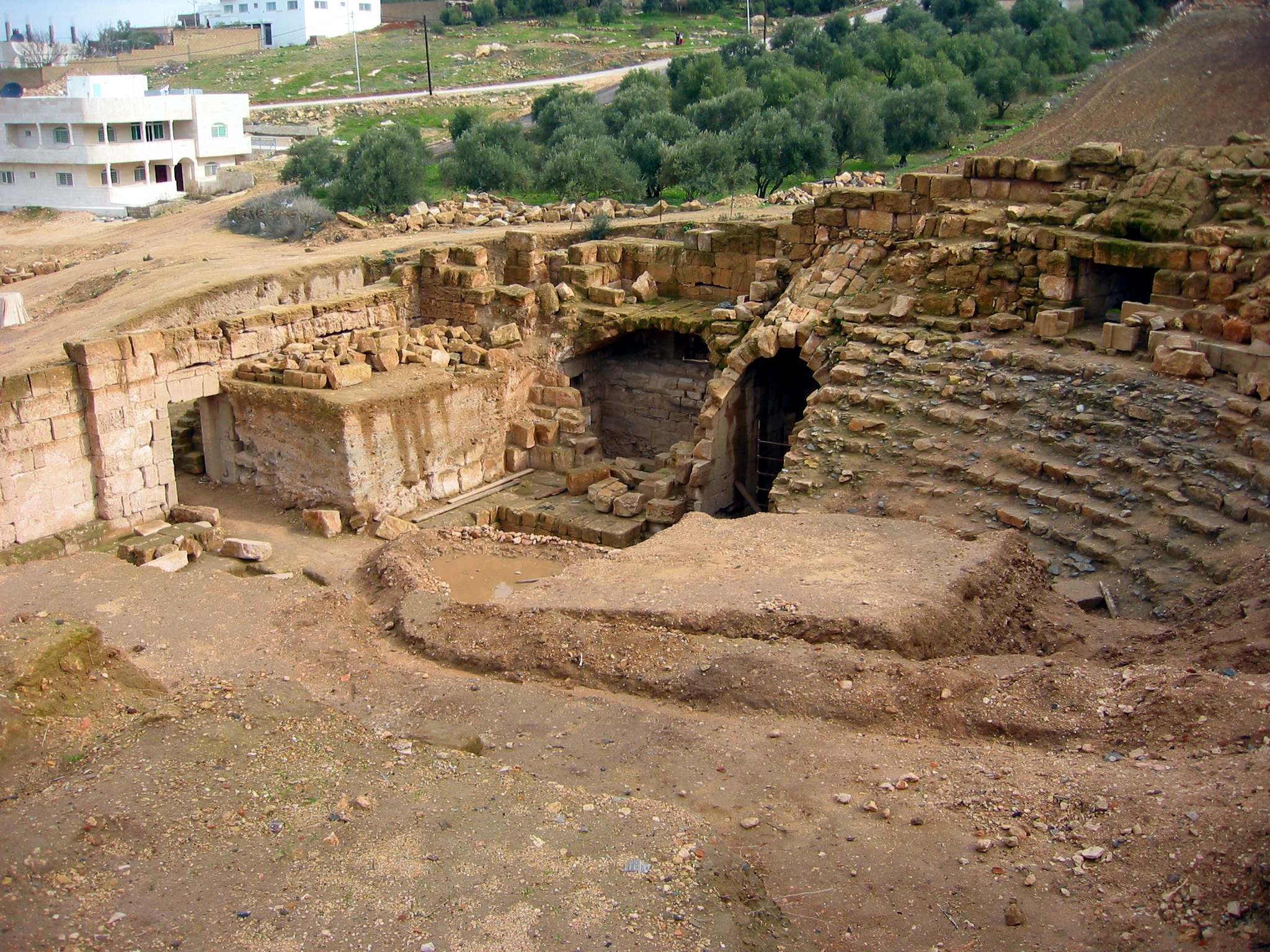
كابيتولياس (بيت رأس)

## وصلات خارجية
- خريطة تظهر سيطرة هادريان على المناطق